# Lasiopetalum ogilvieanum
Lasiopetalum ogilvieanum är en malvaväxtart som beskrevs av Ferdinand von Mueller. Lasiopetalum ogilvieanum ingår i släktet Lasiopetalum och familjen malvaväxter. Inga underarter finns listade i Catalogue of Life.